# اندیس کولی کش۲
کولی کش۲ یک اندیس فلزی است که در حوالی شهر ده بید استان فارس قرار دارد و مادهٔ معدنی موجود در آن، منگنز است.  